# Agripina Montes (militar)
Agripina Montes Valdelamar (Colón, Querétaro, 22 de junio de 1895 - Ciudad de México, 7 de junio de 1986) fue una militar de la guerra cristera conocida como «La coronela». Fue entrevistada hacia 1967 por el historiador Jean Meyer en su investigación de la guerra cristera gracias a cuyo testimonio se sabe que proviniendo de una familia católica de clase alta, se unió a la rebelión cristera en el municipio de Pinal de Amoles en la sierra queretana en contra de las disposiciones del presidente Plutarco Elías Calles dotando de cabalgaduras y armas a los reclutas cristeros que eran peones de su rancho y campesinos. Llegó a combatir al general Saturnino Cedillo y a Genovevo Rivas Guillén llegando a obtener el apodo con el que es conocida en la historia. Siendo de acuerdo a las fuentes de la época una mujer de gran belleza, su historia pudo ser inspiración para corridos revolucionarios y para películas de la revolución mexicana de la época de oro del cine mexicano protagonizadas por María Félix.